# Sant Esteve de Llémena
Sant Esteve de Llémena es una entidad de población del municipio de Sant Aniol de Finestres, perteneciente a la provincia de Gerona, en la comunidad autónoma de Cataluña.

## Toponimia
El nombre del lugar puede encontrarse mencionado con variantes como San Esteban de Llemana y Sant Esteve de Llémena.

## Historia
A mediados del siglo XIX, el lugar, ya por entonces perteneciente a San Aniol de Finestras, tenía contabilizada una población de 103 habitantes. Aparece descrito en el décimo tomo del Diccionario geográfico-estadístico-histórico de España y sus posesiones de Ultramar de Pascual Madoz de la siguiente manera:

LLEMANA (San Esteban de): l. en la prov. y dióc. de Gerona (5 horas), part. jud. de Olot (5), aud. terr., c. g. de Barcelona (23), ayunt. de San Aniol de Finestras (1 1/4): sit. en una hondonada, próximo á la carretera de San Feliú de Pallerols á Gerona, con buena ventilacion y clima sano. Consta la pobl. de varias casas rurales, y una igl. parr. (San Esteban) servida por 1 cura de ingreso de provision real y ordinaria; hay 2 capillas sit. sobre una sierra, bajo las advocaciones de San Ciprian y de la Virgen de Bell-lloch. El térm. confina N. Mieras; E. Granollers de Rocacorba; S. La Barroca, y O. San Aniol de Finestras. El terreno es áspero y quebrado; la parte montuosa contiene bosques arbolados de robles, encinas y matorrales; le fertiliza la riera de Llemana y de Granollers. Los caminos son de herradura y carreteros; los primeros locales y los segundos provinciales. El correo lo recogen en Amer los interesados. prod.: trigo, legumbres y vino; cria ganado lanar, de cerda y el vacuno necesario para la labranza; y caza de conejos, perdices y liebres. pobl.: 19 vec., 103 alm. cap. prod.: 2.685,200. imp.: 67,130.
(Madoz, 1847, pp. 491-492)

En 2024, la entidad singular de población de Sant Esteve de Llémena tenía empadronados 266 habitantes.

## Patrimonio
En el lugar hay una iglesia bajo la advocación de San Esteban.